# Comuna Tervel, Dobrici
Tervel este o comună în regiunea Dobrici din Bulgaria.

## Demografie
Componența etnică a comunei Tervel
     Turci (40,6%)
     Romi (11,12%)
     Bulgari (37,06%)
     Nicio identificare (11,02%)
     Altele (0,18%)
La recensământul din 2011, populația comunei Tervel era de 16.178 locuitori. Nu există o etnie majoritară, locuitorii fiind turci (40,6%), bulgari (37,06%) și romi (11,12%). Pentru 11,02% din locuitori nu este cunoscută apartenența etnică.